# Milena Holdert
Milena Holdert is een Nederlandse onderzoeksjournaliste en redactrice. 

## Biografie
Milena Holdert bezocht na de Amsterdamse Montessori School (AMS) tussen 1998 en 2005 het Barlaeus Gymnasium in Amsterdam. Na haar geschiedenisopleiding aan de Universiteit van Amsterdam en een jaar aan de Universiteit van Bologna haalde ze in 2013 haar master Journalistiek en Media aan de Universiteit van Amsterdam.
Op de redactie van het actualiteitenprogramma Nieuwsuur werkte ze aanvankelijk veel samen Mirjam Bartelsman. Een van haar eerste eigen reportages voor Nieuwsuur ging over de financiering van Nederlandse moskeeën door Saoedi-Arabië en Koeweit. 
Milena Holdert is een achterkleindochter van jurist en schrijver Abel Herzberg en kleindochter van schrijfster Judith Herzberg.

## Erkenning
- 2018: Anne Vondelingprijs met Ghassan Dahhan voor hun televisie- en krantenserie over de Nederlandse steun aan strijders in Syrië.[3] In hun reportage brachten zij aan het licht dat Nederland tussen 2015 en 2018 in het diepste geheim steun gaf aan als terroristisch bestempelde groeperingen in Syrië.[4]
- 2019: De Tegel in de categorie 'Onderzoek' voor datzelfde Onderzoek naar steun aan Syrische strijdgroepen.[5]
- 2019: De Loep voor de beste controlerende onderzoeksjournalistiek op hetzelfde onderwerp.[6]
- 2020: nominatie De Loep in de categorie Signalerend Onderzoek voor haar Salafistische moskeescholen.
- 2020: nominatie De Tegel voor Salafistische moskeescholen.
- 2021: De Tegel in de categorie Onderzoek, voor Onveilige RIVM-richtlijnen ouderenzorg.
- 2022: De Tegel in de categorie Nieuws, voor Onderzoek naar werk op Schiphol. Uit haar onderzoek dat zij in 2022 deed met Ben Meindertsma bleek dat de Arbonormen bij het bagagepersoneel op Schiphol jarenlang waren overschreden. Een deel van de bagage- en vrachtsjouwers kampte daardoor met lichamelijke problemen. De misstanden werden veroorzaakt doordat Schiphol zes afhandelingsbedrijven liet concurreren wie de bagage en vracht van de luchtvaartmaatschappijen mocht afhandelen.[7]